# Divizna malokvětá
Divizna malokvětá (Verbascum thapsus) je dvouletá, šedobílá, plstnatá rostlina s lodyhou dlouhou 30 až 150 cm. Její žluté květy vyrůstající v hustém lichoklasu mají podobné léčivé účinky jako květy divizny velkokvěté. Je jednou z asi deseti druhů rodu divizna rostoucích v České republice, kde je považována za původní druh.

## Rozšíření
Bylina má rozsáhlý areál původního výskytu, který až na nejsevernější části a Balkán zabírá celou Evropu včetně evropského Ruska a dále také Kavkaz, západní a jižní Sibiř, jihozápadní Asii, Střední Asii, oblast Himálaje i střední Čínu a Mongolsko. Rozšířena byla v minulosti na Indický subkontinent, do části Indočíny i na Korejský poloostrov. Později byla zavlečena téměř do celé Severní Ameriky a jižní části Jižní Ameriky, jakož i na Nový Zéland.
V Česku roste divizna malokvětá v termofytiku a mezofytiku po celém území hojně, ale odlišit pravděpodobný přirozený výskyt od druhotného lze jen stěží. Druh se rychle šíří podél železničních tratí, je rozvážen se štěrkem při stavbě komunikací, rozmnožuje se na skládkách nového i likvidovaného stavebního materiálu a podobně. Bývá takto druhotně rozšiřován i do chladných vyšších poloh oreofytika, občas bývá nacházen až v nadmořské výšce okolo 1300 m n. m., kde již ale vytváří jen sterilní růžice bez kvetoucí lodyhy. Počet chromozomů 2n = 36, stupeň ploidie x = 2.

## Ekologie

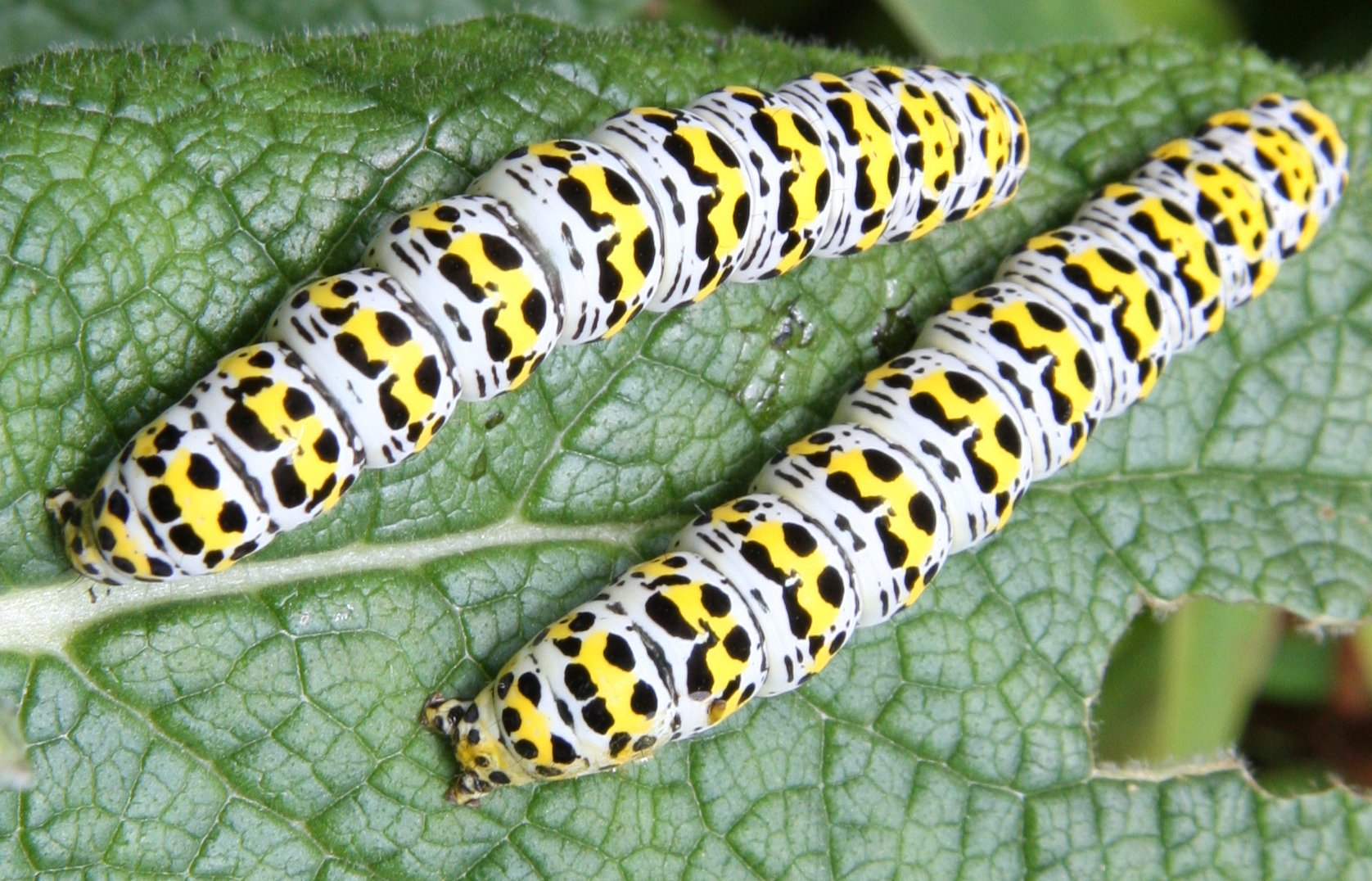
Housenka můry divizny

Roste na půdách vlhkých až vysýchavých, obvykle kamenitých, štěrkovitých nebo písčitých, které obsahují dostatek dusíku a mají zásaditou či jen slabě kyselou reakci, netoleruje zastíněné prostředí. Vyskytuje se hlavně v rozvolněné vegetaci, na náspech podél komunikací, nejčastěji na nádražích, skalnatých svazích, dobře osluněných rumištích, zarůstajících sutích staveb, skládkách, manipulačních a rekultivovaných plochách, podél lesních lemů, na sušších pasekách, obvykle na zásaditém podkladu. Bylina je celá porostlá malými hvězdicovitými, dráždivými chlupy, a proto ji býložravci, vyjma koz, nespásají.
Dvouletá rostlina se prvým rokem ze semene vyvine v listovou růžici, a pokud je větší než 15 cm, přečká zimu i pod sněhem. Druhým rokem z růžice vyroste lodyha s větším počtem žlutých květů o průměru do 25 mm, s koncem podzimu uschne a obvykle zůstane stát vztyčená po převážnou část zimy. Ojediněle se vyskytují jedinci, kteří vyklíčí ze semene na jaře a téhož roku vykvetou i uschnou. Stejně tak existují rostliny, které druhým rokem nevytvoří žádné květenství nebo je mají jen krátké a znovu vykvetou třetím rokem.
Květy se otvírají brzy ráno a zůstanou otevřené pouze toho dne do podvečera, v květenství rozkvétají náhodně od základny ke špičce, kvetou v době od května do září. Jsou protogynické, blizny v květech dozrávají o málo dřív než prašníky s pylem, pokud v průběhu dne nedojde k opylení hmyzem, květ se může opylit v podvečer samosprašně.

## Popis
Monokarpická bylina s růžici tvořenou listy hustě bíle až nažloutle plstnatými, které v dospělosti bývají šedě zelené a jsou přisedlé nebo krátce řapíkaté. Jejich čepel je obvejčitá až obkopinatá, 15 až 30 cm dlouhá a 3 až 8 cm široká, má úzkou klínovou bázi a na vrcholu je tupě špičatá, po obvodě bývá celokrajná nebo mělce vroubkovaná a oboustranně je porostlé hvězdicovitými chlupy. Ve druhém roce z růžice vyrůstá vzpřímená, nevětvená lodyha, která může být 30 až 150 cm vysoká. Je hustě porostlá postupně se zmenšujícími, střídavě vyrůstajícími, přímo odstálými, sbíhavými listy, takže habitus rostliny je nápadně úzce válcovitý. Rostlina má kuželovitý kořen.
Přímá lodyha nese hustý, obvykle nepřetrhovaný a nevětvený lichoklas, složený ze tří až sedmikvětých svazečků. Oboupohlavný, pětičetný květ na krátké stopce má úzký, zašpičatělý, asi 1,5 cm dlouhý, vejčitě kopinatý listen a dva listence. Kalich je až k bázi dělený v pět kopinatých, asi 10 mm dlouhých cípů s výraznou žilkou ve středu. Koruna je široce nálevkovitá, hluboce rozčleněná v pět zaokrouhlených cípů, bývá 12 až 25 mm velká a živě žlutě zbarvená. V květu je pět nestejných tyčinek s nitkami přirostlými k bázi koruny, dvě dolní jsou třikrát až čtyřikrát delší než prašníky, tři horní jsou kratší. Oranžově červené prašníky, dlouhé asi 2 mm, nasedají na dolní nitky šikmo, kdežto na horní nitky kolmo. V květu je dále dvoupouzdrý semeník s četnými vajíčky a jedna až 10 mm dlouhá čnělka zakončená stlačenou paličkovitou bliznou. Květy produkují hodně nektaru a přitahují širokou škálu opylovačů, včetně včel, brouků, much a motýlů, za nejlepší opylovače jsou považovány blanokřídlé ploskočelky a dvoukřídlé pestřenky.
Plod je plstnatá, jehlanovitě vejčitá, ve švu pukající tobolka asi 8 mm dlouhá a 6 mm široká. Obsahuje četná, světle hnědá, do 1 mm velká semena s drsným povrchem. Semena obsahují jedovatý flavonoid rotenon. Na rostlině vyrostou stovky tobolek, které mohou obsahovat až dvě stě tisíc semen schopných vyklíčit i po desetiletích.
Rostlina nepoužívá žádný speciální mechanismus pro rozptyl semen. Asi 75 % semen vypadá do okruhu 1 m od mateřské rostliny a 90 % do vzdálenosti 5 m, nejeví o ně zájem ani mravenci. Semeno nejlépe vzklíčí pokud leží na vlhké hlíně nebo jen v nepatrné hloubce, proto nejvíce rostlin roste na místech bez nebo s narušeným travnatým porostem.

## Možnost záměny
Často na letmý pohled dochází k záměně mezi diviznou malokvětou a diviznou velkokvětou (Verbascum densiflorum) nebo diviznou sápovitou (Verbascum phlomoides). Oba tyto druhy mívají květy větší, obvykle o průměru 3,5 až 5 cm, jejich rozkvetlé koruny jsou kolovité a nikoliv nálevkovité a tyčinky mají nitky pouze jednou až dvakrát delší než prašníky, které nasedají na tyčinky přímo.

## Význam
Květ divizny malokvěté „Verbascum thapsus flos“ má obdobné léčebné vlastnosti jako divizny velkokvěté nebo sápovité. Odvar z květů se užívá zejména při zánětlivých onemocněních průdušek spojených s kašlem a při bronchiálním astmatu, pomáhá hlavně při odkašlávání. Sliz z květů vytváří na sliznici horních cest dýchacích ochranný povlak a chrání ji před drážděním, saponiny a flavonoidy zase napomáhají při rozpouštění hlenů. Mimo to má i účinky protizánětlivé a uvolňuje křeče, lze jej použít i při zánětlivých chorobách žaludku a střev.
Květ se sbírá ráno po rozbřesku za suchého počasí a suší se co nejrychleji ve stínu při teplotě do 60 °C. Obsahuje slizovité látky, karotenoidy, saponiny (verbascosaponin a verbascogenin), flavonoidy (rutin, hesperidin, apigenin, luteolin) a dále éterické oleje, třísloviny, mastné substance, karbohydráty a thipsikyselinu. Čaj z květů divizny se před pitím musí cedit, obsahuje jemné chloupky, které dráždí sliznici úst a hrtanu.
Potření jemné pokožky diviznovými listy s jemnými chloupky způsobí zčervenání daného místa, toto podráždění vyvolá místní rozšíření kapilár a zvýšení krevního tlaku. Listů lze takto používat jako „rubefacient“, prostředek ke krátkodobé úlevě od místní akutní bolesti. Naklepané listy divizny proto sloužívaly jako obklady při otocích a vředech. Kořen divizny působí močopudně, používal se k pročištění močového ústrojí.

## Galerie

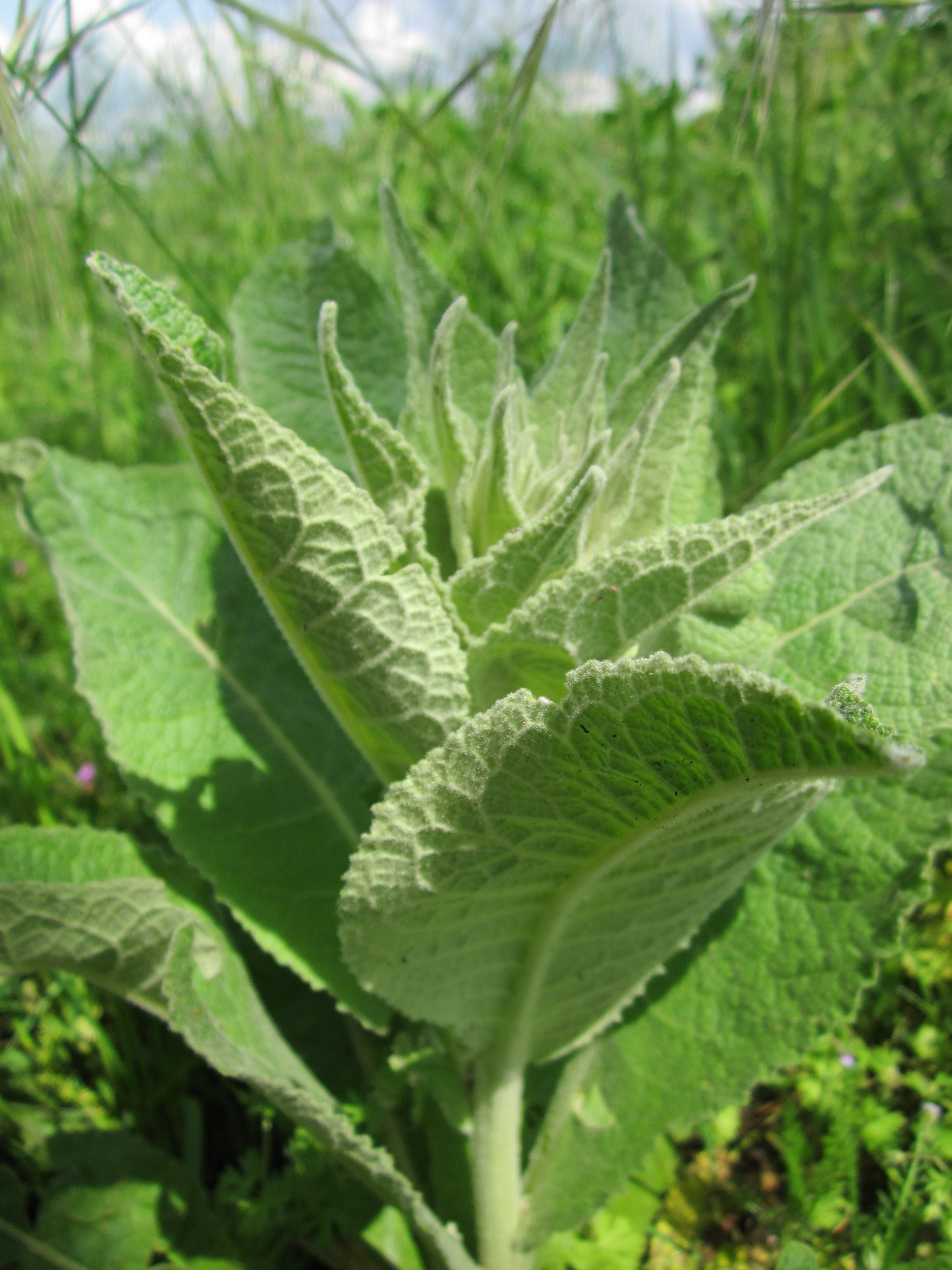
Listová růžice
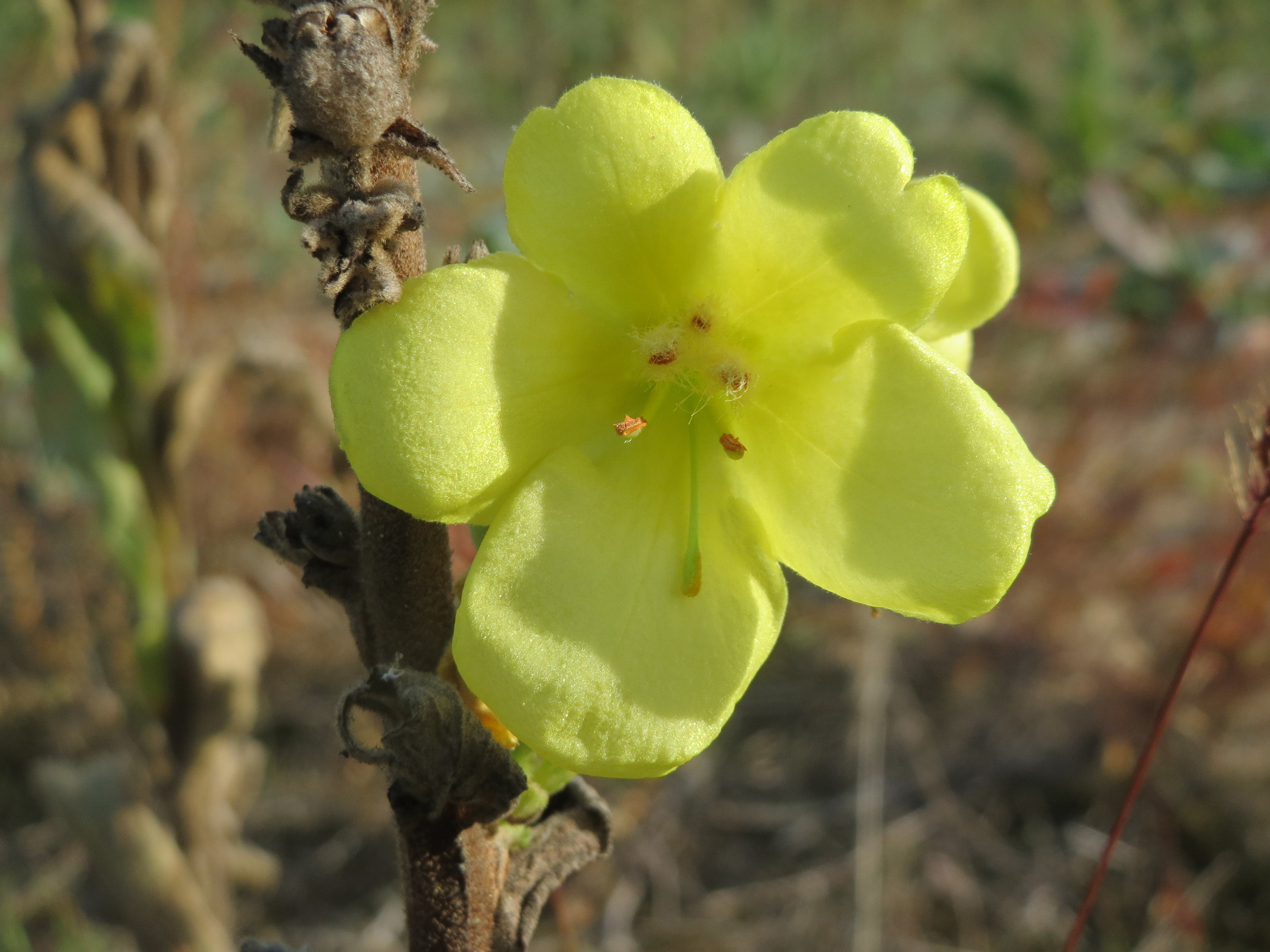
Květ
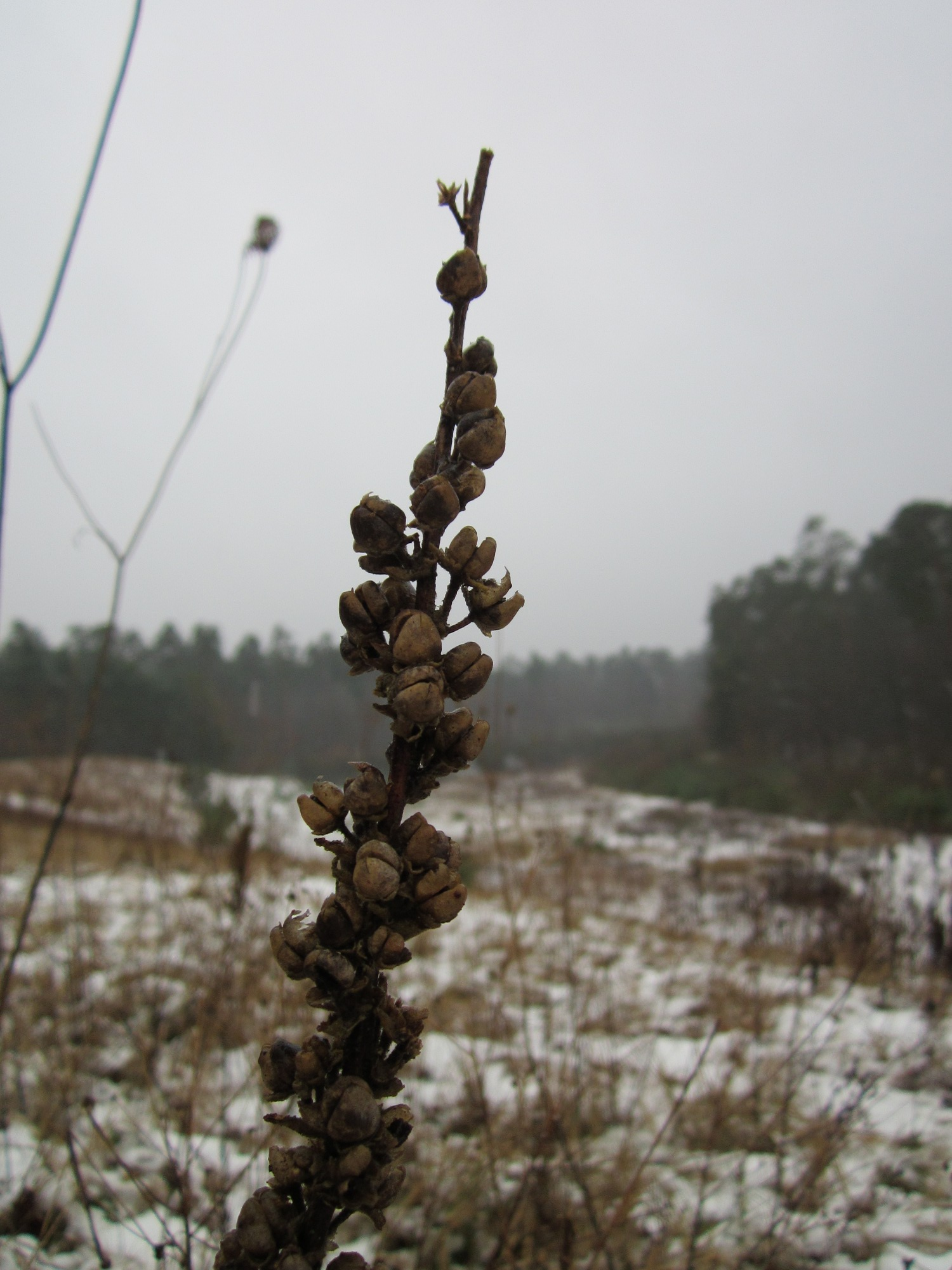
Vyprázdněné tobolky